# Dobrostan psychiczny
Dobrostan psychiczny – badawcza i emocjonalna ocena swojego życia (zob. dobrostan subiektywny).
Pojęcie to obejmuje doświadczanie przez człowieka pozytywnych emocji, niski poziom szkodliwych nastrojów, a także wysoki poziom zadowolenia z życia. Wywodzi się z psychologii pozytywnej, która jako część dyscypliny psychologii koncentruje się zagadnieniu związanym z zaletami człowieka i możliwością ich doskonalenia. Z poczuciem dobrostanu bezpośrednio wiąże się pojęcie optymizmu, stanowiące istotny zasób osobisty, który wpływa na zdrowie, samopoczucie, a także sukcesy życiowe.

## Objaśnienie
Zaproponowana przez Janusza Czapińskiego tzw. „cebulowa teoria szczęścia” zakłada, że w życiu człowieka istnieją trzy poziomy szczęścia:
1. wola życia,
2. ogólny dobrostan psychiczny,
3. zadowolenie z konkretnych dziedzin życia.

Podstawowy poziom dobrostanu koncentruje się na pozytywnym nastawieniu wobec planów, które człowiek chce realizować i które nadają sens jego życiu, dzięki czemu może utrzymywać się przy nim. Inny poziom dobrostanu psychicznego dotyczy dokonania przez osobę świadomej opinii życia; odczucia dotyczące własnego losu zmieniają się wraz z okolicznościami życiowymi; zadowolenie z konkretnej dziedziny życia jest jak najbardziej zmienne i zależy od wewnętrznych sytuacji.

Na dobrostan psychiczny wpływają czynniki demograficzne (np. wiek, miejsce zamieszkania), charakterologiczne (np. cechy, umiejętności społeczne) oraz środowiskowe (np. religia, czas wolny).
„Opierając się między innymi na cebulowej teorii szczęścia, Czapiński wraz z zespołem badali indywidualną jakość życia Polaków. Wyniki Diagnozy Społecznej 2009 pokazują, że dobrostan psychiczny Polaków wzrósł znacząco w minionych latach. Swoje życie jako co najmniej udane deklaruje prawie 43% badanych, a 76% uznaje siebie za osoby szczęśliwe. Poprawia się również zadowolenie z niemal wszystkich aspektów życia. Wyjątek stanowi satysfakcja ze stosunków z najbliższymi w rodzinie i z miejscowości zamieszkania, która od początku prowadzenia Diagnozy, czyli 1991 roku jest bardzo wysoka. Najbardziej w stosunku do poprzednich lat wzrosło zadowolenie ze stanu własnego zdrowia, z życia seksualnego, ze stanu bezpieczeństwa w miejscu zamieszkania, ze sposobu spędzania wolnego czasu, z perspektyw na przyszłość oraz z własnych osiągnięć życiowych.
Biorąc pod uwagę wagę poszczególnych wyznaczników warunków życia, najważniejszym czynnikiem wyjaśniającym ogólny dobrostan psychiczny Polaków okazał się wiek badanych; im ktoś starszy, tym jest w gorszej kondycji psychicznej.”

## Badania dotyczące dobrostanu
Przeprowadzone w 1999 roku badania Dienera wykazały, że czynniki demograficzne mają związek z dobrostanem psychicznym, choć jest on zazwyczaj marny. Odróżniają one ludzi umiarkowanie szczęśliwych od bardzo szczęśliwych. Okazało się także, że choć pozytywny nastrój maleje wraz z wiekiem, to zadowolenie z życia i negatywny nastrój pozostają niezmienne; stwierdzono, że choć osoby wierzące są bardziej szczęśliwe od niewierzących, to praktyki religijne mają coraz mniejszy wpływ na dobrostan psychiczny.
Inne badanie pokazały również, że istnieje silna zależność między dobrostanem psychicznym, a subiektywną oceną stanu zdrowia. Psychoimmunologia tłumaczy, że poprzez bezpośrednie oddziaływanie umysłu na system immunologiczny człowieka, dobrostan może odpowiadać za odporność organizmu, zmniejszając ryzyko zachorowania.
Zaobserwowano, że choć szczęśliwi ludzie częściej są mieszkańcami zamożniejszych i lepiej rozwiniętych państw, mają odpowiednie środki na realizację własnych celów, to jednak poczucie szczęścia zależy w większym stopniu od tego, czy człowiek ma pozytywne nastawienie do świata, ważne plany, bliskie więzi z ludźmi oraz pogodne usposobienie. Wysokie poczucie dobrostanu ma pozytywny wpływ także na pracę zawodową, a także na relację z innymi osobami. Mając wysokie poczucie dobrostanu, człowiek jest wyżej opiniowany, osiąga lepsze wyniki, a jego nieobecności w miejscu w pracy są zmniejszone.